# Bombus bimaculatus
La abeja abejorro de dos manchas (Bombus bimaculatus) es una especie de abejorro social que se encuentra en la mitad oriental de los Estados Unidos y en la parte sureste adyacente de Canadá. En la literatura más antigua, esta abeja a menudo se refiere como Bremus bimaculatus, siendo Bremus un sinónimo de Bombus. El nombre común de la abeja proviene de las dos manchas amarillas en su abdomen. A diferencia de muchas otras especies de abejorros del género Bombus, B. bimaculatus no está en declive, sino que es muy estable. Son polinizadores abundantes que forrajean en una variedad de plantas.

## Taxonomía y filogenia
Bombus bimaculatus está en el subgénero Pyrobombus, que está estrechamente relacionado con los subgéneros Alpinobombus y Bombus de los 15 en total. Dentro de Pyrobombus, B. bimaculatus está más estrechamente relacionado con B. monticola, B. sylvicola, y B. lapponicus. Además, B. bimaculatus a menudo puede confundirse con B. impatiens y B. griseocollis, ya que sus coloraciones son muy similares.

## Identificación

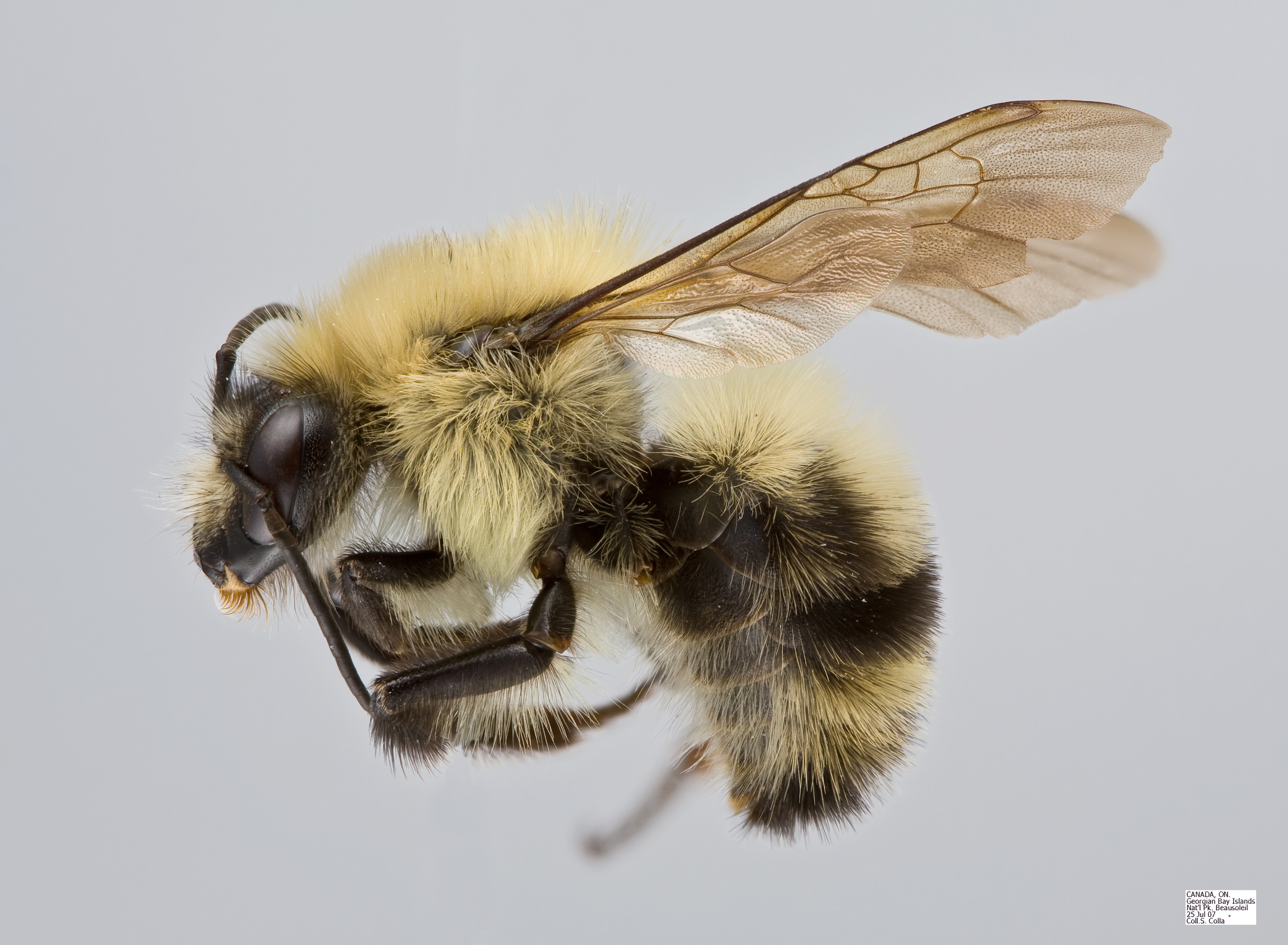
Macho de Bombus bimaculatus

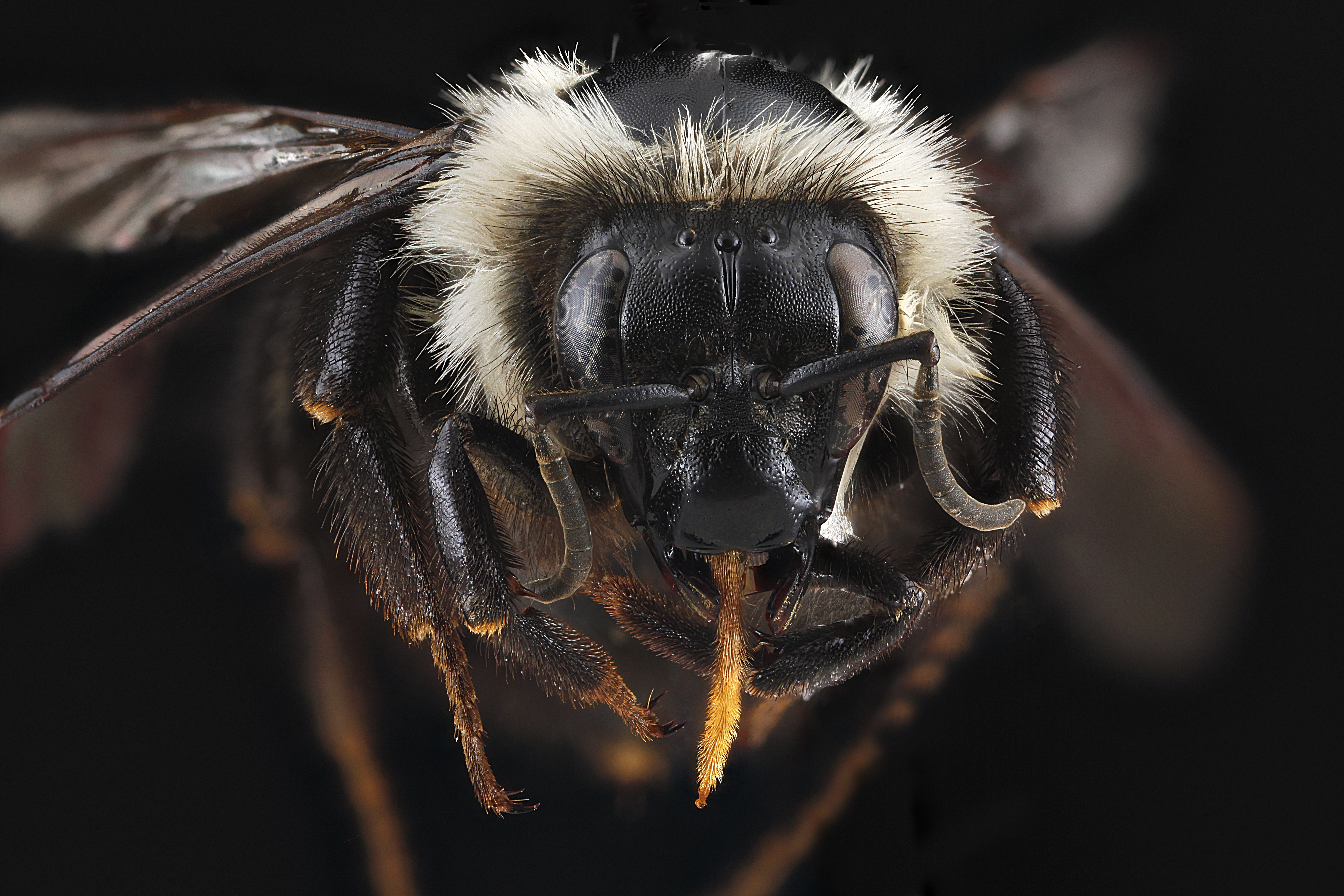
Hembra de Bombus bimaculatus

Bombus bimaculatus fue descrito por primera vez por Ezra Townsend Cresson, un entomólogo estadounidense, en 1863.
Las obreras se parecen mucho a las reinas, con la principal diferencia de tamaño. A veces, las obreras grandes pueden confundirse con reinas pequeñas, especialmente hacia el final de la temporada cuando las obreras han crecido más y emergen nuevas reinas. Las reinas tienen una cara negra con un parche triangular de pelos amarillos en el vértice. Su tórax es amarillo excepto por un área brillante en el disco que está bordeada por pelos negros. Su abdomen es negro con algunos pelos amarillos en las patas.
Las caras de los machos tienen pelos negros y amarillos mezclados. Se parecen a las hembras en la mayoría de las marcas, excepto que su terguito 2 tiene más pelos laterales amarillos que la hembra, cuyo terguito 2 tiene bordes negros y pocos pelos laterales amarillos.
El tamaño de la celda radial en el ala difiere para cada uno. Las obreras tienen las más pequeñas, que van de 2.5 a 3.6 mm. Los machos son un poco más grandes con 2.6–3.6 mm. Las reinas tienen las más grandes con 3.4–4.1 mm.

## Distribución y hábitat
B. bimaculatus se encuentra principalmente en regiones de bosque templado oriental en los Estados Unidos y la parte sureste de Canadá. También puede vivir en las llanuras costeras del sureste de los Estados Unidos, el bosque boreal oriental, y las Grandes Llanuras orientales.
Esta abeja vive en nidos subterráneos, preferiblemente en o alrededor de áreas boscosas y jardines. Los nidos pueden estar desde 15 centímetros hasta 30 centímetros debajo de la superficie. Los túneles que viajan al nido varían de 23 centímetros a 1.2 metros de largo. B. bimaculatus también puede anidar sobre el suelo o en cavidades. Las abejas no construyen nidos y en su lugar dependen de encontrar madrigueras abandonadas de roedores, troncos huecos, estructuras artificiales adecuadas o mechones de hierba. Las reinas hibernarán en tierra suelta o troncos en descomposición.
Este abejorro es muy común y ha experimentado un crecimiento constante a diferencia de muchos otros abejorros que están en declive.

## Ciclo de vida

Macho de Bombus bimaculatus robando néctar

Los abejorros de dos manchas son eusociales y tienen un ciclo de vida similar a otros abejorros. Las reinas emergen de la hibernación alrededor de abril. Las reinas se alimentan de néctar y polen, luego buscan sitios de anidación. Una vez que se encuentra un sitio de anidación adecuado, la reina establece un nido y pone sus primeros huevos que son criados como obreras. Las obreras emergen en tres a cuatro semanas. Al igual que otros abejorros, las reinas continúan poniendo huevos, pero las obreras son las responsables de buscar alimento, cuidar de la cría y defender el nido.
La diferencia de tamaño entre los abejorros de dos manchas se debe a la cantidad de alimento y la calidad recibida durante el desarrollo larval. La reina fundadora produce las obreras más pequeñas, mientras que las obreras más tarde alimentan a sus hermanas más jóvenes con más reservas de alimento, lo que resulta en obreras de tamaño mayor. La reina solo produce abejas macho y nuevas reinas hacia el final del ciclo de vida del nido, cuando el tamaño de la colonia ha alcanzado su pico. La colonia generalmente muere en el otoño, con la nueva generación de reinas fecundadas que entran en hibernación.

## Forrajeo
Las abejas de dos manchas emergen antes en la temporada que muchas otras especies de abejas, comenzando sus actividades de forrajeo alrededor de abril y terminando en octubre. Los abejorros son generalistas en cuanto a la floración, recolectando néctar y polen de una variedad de plantas. Las preferencias florales específicas varían, pero algunas flores preferidas incluyen trébol rojo y blanco, dientes de león, goldenrods y girasoles.